# Awtodor-Mietar Czelabińsk
Awtodor-Mietar Czelabińsk – żeński klub piłki siatkowej z Rosji. Swoją siedzibę ma w Czelabińsku. Został założony w 1976 r. W trakcie sezonu 2011/2012 do zespołu dołączyła polska przyjmująca Anna Podolec.

## Sukcesy
Puchar Rosji:
- 1993, 1996, 1997